# Asikkala
Asikkala is een gemeente in de Finse provincie Zuid-Finland en in de Finse regio Päijät-Häme. De gemeente heeft een landoppervlakte van 563,34 km² en telt 8.014 inwoners (2022).

## Geboren
- Sigurd Frosterus (1876), architect
- Samuel Pökälä (1990), wielrenner
- Leevi Mutru (1995), noordse combinatieskiër